# Bill Hill
Bill Hill är en kulle i Antarktis. Den ligger i Västantarktis. Argentina, Chile och Storbritannien gör anspråk på området. Toppen på Bill Hill är 41 meter över havet.
Terrängen runt Bill Hill är huvudsakligen platt, men åt nordväst är den kuperad. Havet är nära Bill Hill åt nordost. Trakten är glest befolkad. Närmaste befolkade plats är Marambio Station, 4,2 kilometer öster om Bill Hill. 